# Bombardement tactique

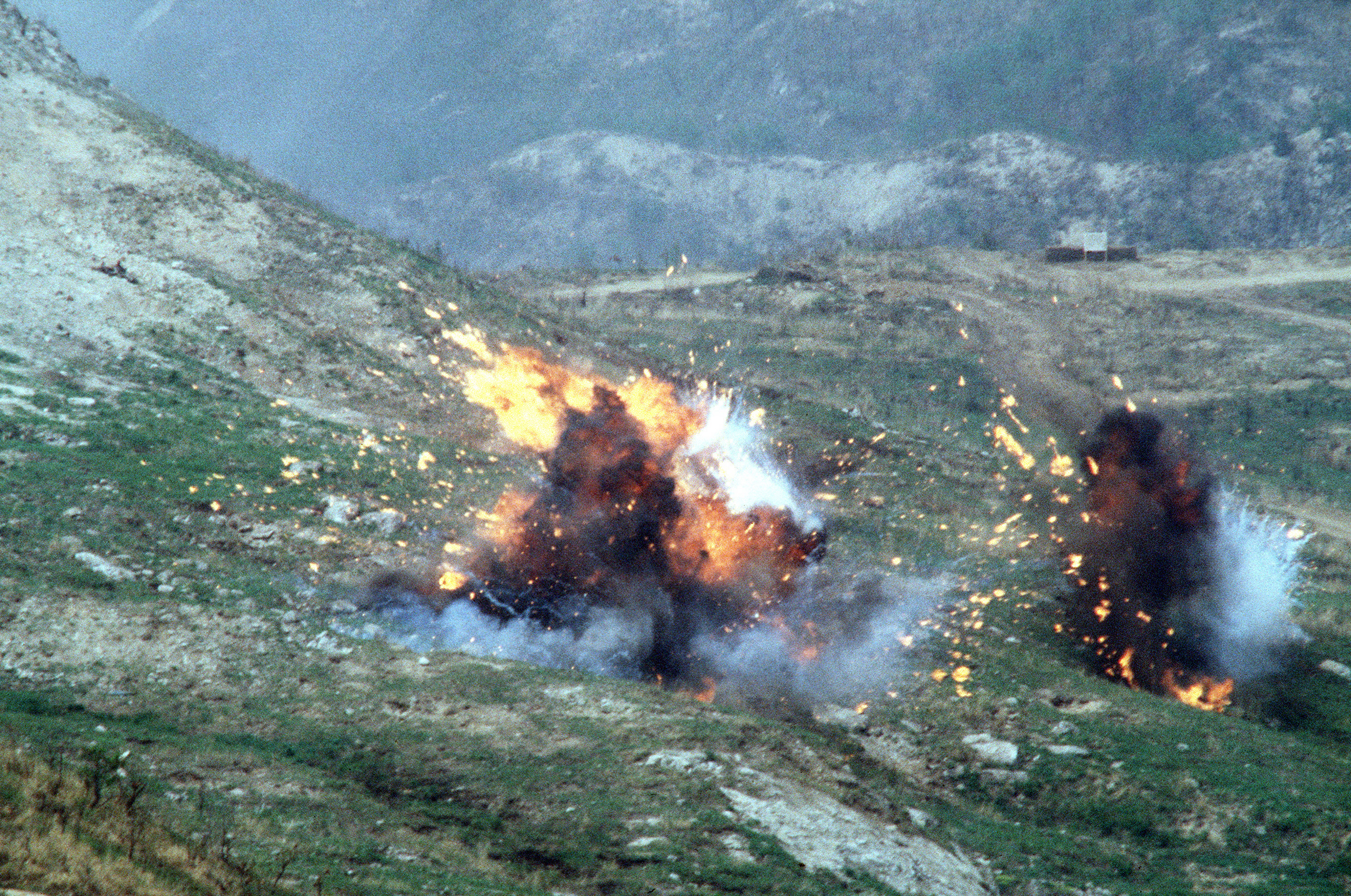
Des bombes au napalm explosent sur le champ de tir Nightmare Range après avoir été larguées par un avion F-4E Phantom II de l'armée de l'air de la République de Corée lors d'un exercice de tir réel.

Le bombardement tactique vise à obtenir un avantage immédiat de nature à favoriser le déroulement des opérations. Par conséquent, il intervient en coordination avec les forces terrestres, voire à leur demande, soit dans le cadre d'actions concertées au préalable, soit pour les aider à surmonter des difficultés imprévues.

## Missions
La destruction d'un pont ou d'une gare de triage aux mains de l'adversaire, l'attaque d'un poste de commandement, d'un point de résistance, d'une position d'artillerie ou d'une concentration de chars sont des missions typiques pour le bombardement tactique. Dans bien des cas, il se substitue à l'action de l'artillerie amie ou la complète. Mais il le fait avec une polyvalence, une mobilité, une efficacité plus grandes. C'est ce qui en a fait la clé de voûte du Blitzkrieg.
Effectué à proximité ou au cœur de la zone des combats, contrairement au bombardement stratégique, il ne demande pas des appareils disposant d'un grand rayon d'action. Il suppose en revanche une grande précision de frappe, car il mise sur l'obtention de coups au but, non sur la probabilité statistique d'infliger des dommages significatifs par le largage d'un grand nombre de bombes. Cela justifie que les appareils utilisés pour le bombardement tactique sur terre et sur mer au cours de la Seconde Guerre mondiale aient souvent été des avions monomoteur capables d'attaquer en piqué. Le bombardement tactique est une tâche spécifique qui ne convenait alors qu'à des avions conçus pour l'accomplir.

## Évolution
Les choses ont changé dès la fin de la Seconde Guerre mondiale, avec le développement de bombes capables de prendre en charge une grande partie des aspects spécifiques de la mission : bombe planante, téléguidée ou autoguidée, bombe dite intelligente, avec ou sans capacité de propulsion propre. De nos jours, bombes et missiles air-sol opèrent les bombardements tactiques les plus variés à partir de plateformes de lancement qui ne le sont pas moins. Lorsqu'on parle de « frappe chirurgicale », on évoque en fait un bombardement tactique particulièrement précis.